# Kane Hemmings
Kane Hemmings (* 8. April 1991 in Burton-upon-Trent) ist ein englischer Fußballspieler, der bei Crewe Alexandra unter Vertrag steht.

## Karriere
Kane Hemmings wurde im Jahr 1991 als Sohn des englischen Fußballspielers Tony Hemmings in Burton-upon-Trent geboren. Er begann seine Karriere in der Jugend des FC Tamworth, der wie sein Geburtsort in Staffordshire beheimatet ist. Bis zum Jahr 2008 spielte der Stürmer in der Youth Academy des Vereins, bevor er zu den Glasgow Rangers nach Schottland wechselte.
Bei den Rangers unterschrieb Hemmings im Dezember 2010 seinen ersten Profivertrag. Im August 2011 gab er sein Profidebüt in der 3. Qualifikationsrunde der Champions League 2011/12 gegen Malmö FF aus Schweden. In der schottischen Meisterschaft spielte Hemmings viermal in der Saison 2011/12. Nachdem die Rangers am Saisonende 2011/12 aus der ersten Liga ausgeschlossen wurden, kam Hemmings zunächst zu keinem Einsatz in der Scottish Third Division 2012/13. Er wurde von Januar bis März 2013 an den Zweitligisten FC Cowdenbeath verliehen und erzielte in sieben Ligaspielen vier Toren. Nach seiner Rückkehr nach Glasgow spielte Hemmings in fünf Partien der Vierten Liga und erzielte dabei sein erstes Tor im Herrenbereich.
Im Juli 2013 wechselte er fest nach Cowdenbeath und unterschrieb einen Einjahresvertrag. In der Zweitligasaison 2013/14 traf Hemmings in 31 Ligaspielen achtzehnmal für Blue Brazil, darunter waren zwei Hattricks. Er wurde hinter Rory Loy vom FC Falkirk zweitbester Torschütze der Saison. Nach Ablauf des Vertrages wechselte der 22-jährige Stürmer zum englischen Drittligisten FC Barnsley, für den er 23-mal auf Torejagd ging und drei Treffer erzielen konnte. Bereits im Mai 2015 unterschrieb Hemmings einen Dreijahresvertrag beim schottischen Erstligisten FC Dundee, der ab dem 1. Juli lief. Am 2. Spieltag der Scottish Premiership 2015/16 gelang ihm gegen Heart of Midlothian der erste Treffer. Am 19. Spieltag erzielte Hemmings gegen Hamilton Academical einen Hattrick. Am Saisonende hatte Hemmings insgesamt 21 Tore in der Liga erzielt, und war damit nach Leigh Griffiths von Celtic Glasgow zweitbester in der Torjägerliste.
Im Sommer 2016 verpflichtete ihn der englische Drittligist Oxford United für eine nicht genannte Ablösesumme. Mitte August 2017 wurde er an Mansfield Town in der EFL League Two in der vierthöchsten englischen Liga bis zum Ende der Saison ausgeliehen. Dort bestritt er 37 von 43 möglichen Ligaspielen, in denen er 15 Tore schoss, zwei Pokalspiele und ein Spiel um die EFL Trophy.
Nach Ende der Ausleihe wechselte er zu Notts County, ebenfalls in der EFL League Two, wo er einen Vertrag mit dreijähriger Laufzeit unterschrieb. Hier bestritt er 36 von 46 möglichen Ligaspielen, in denen er 14 Tore schoss, und ein Spiel um die EEL Trophy. Die Saison endete mit dem Abstieg in die National League. In der neuen Saison bestritt er dort die ersten zwei Spiele für Notts County.
Anfang August 2019 kehrte er zu FC Dundee zurück und unterschrieb dort einen Vertrag bis zum Ende der Saison 2021/22. Hemmings bestritt 25 von 26 möglichen Ligaspielen bis zum Abbruch der Saison infolge der COVID-19-Pandemie, in denen er 10 Tore schoss, ein Pokalspiel und ein Spiel um die Scottish League Challenge Cup. Zur neuen Saison bat der Verein ihn um seine Zustimmung zu einer Gehaltskürzung infolge der finanziellen Belastungen für den Verein infolge der COVID-19-Pandemie. Da Hemmings diese nicht erteilte, einigte man sich schließlich auf eine Vertragsauflösung.
Mitte August 2020 unterschrieb er einen neuen Vertrag bei Burton Albion, der in der EFL League One, der dritthöchsten englischen Spielklasse spielte. In seiner ersten Saison bestritt er 36 von 46 möglichen Ligaspielen, in denen er 15 Tore schoss, ein Pokalspiel, zwei Spiele im Ligapokal und drei Spiele um die EEL Trophy. In der nächsten Saison kam er auf 18 von 24 möglichen Ligaspielen mit weiteren vier Toren, zwei Spiele im Ligapokal und ein Spiel um die EEL Trophy.
Anfang Januar 2022 wechselte er zu Tranmere Rovers in der EFL League Two mit einer Laufzeit bis zum Ende der Saison 2023/24. Er bestritt hier alle 22 möglichen Ligaspielen mit acht geschossenen Toren. In der nächsten Saison waren es 39 von 46 möglichen Ligaspielen, in denen acht Tore schoss, sowie ein Pokalspiel und je zwei Spiele im Ligapokal und um die EFL Trophy.
Anfang September 2023 wechselte er zu FC Stevenage in der EFL League One. Dort kam er auf 34 von 41 möglichen Ligaspielen mit fünf geschossenen Toren, drei Pokalspielen mit zwei Toren und drei Spielen um die EEL Trophy. 
Ende Juni 2024 schloss er zur neuen Saison einen Vertrag bei Crewe Alexandra in der EFL League Two mit einer Laufzeit von einem Jahr einschließlich der Option der Verlängerung um ein weiteres Jahr ab.

## Erfolge
mit den Glasgow Rangers:
- Scottish Third Division: 2013